# Став-Слобідська сільська рада
Став-Слобідська сільська рада (Ставецько-Слобідська сільська рада) — колишня адміністративно-територіальна одиниця та орган місцевого самоврядування у Радомишльському районі Волинської округи, Київської та Житомирської областей Української РСР з адміністративним центром у селі Став-Слобода.

## Населені пункти
Сільській раді на час ліквідації були підпорядковані населені пункти:
- с. Став-Слобода;
- х. Соболів.

## Історія та адміністративний устрій
Створена 1923 року в складі сіл Ставецька Слобода, хуторів Репецький, Храпанівка та колонії Литвинівка Кочерівської волості Радомисльського повіту Київської губернії. 16 січня 1923 року сільську раду ліквідовано, територію та населені пункти приєднано до складу Поташнянської сільської ради Кочерівської волості. Відновлена 28 березня 1928 року в складі с. Ставецька Слобода (Став-Слобода) та хуторів Литвинівка і Храпанівка Поташнянської сільської ради Радомишльського району Волинської округи. На 1 жовтня 1941 року в підпорядкуванні ради числився х. Соболів, х. Храпанівка не значився на обліку населених пунктів.
Станом на 1 вересня 1946 року сільська рада входила до складу Радомишльського району Житомирської області, на обліку в раді перебували с. Став-Слобода та х. Соболів, х. Литвинівка не перебував на обліку населених пунктів.
Ліквідована 11 серпня 1954 року, відповідно до указу Президії Верховної ради Української РСР «Про укрупнення сільських рад по Житомирській області», територію та населені пункти ради приєднано до складу Ленінської сільської ради Радомишльського району Житомирської області.